# ドミニク・ヴァンダム

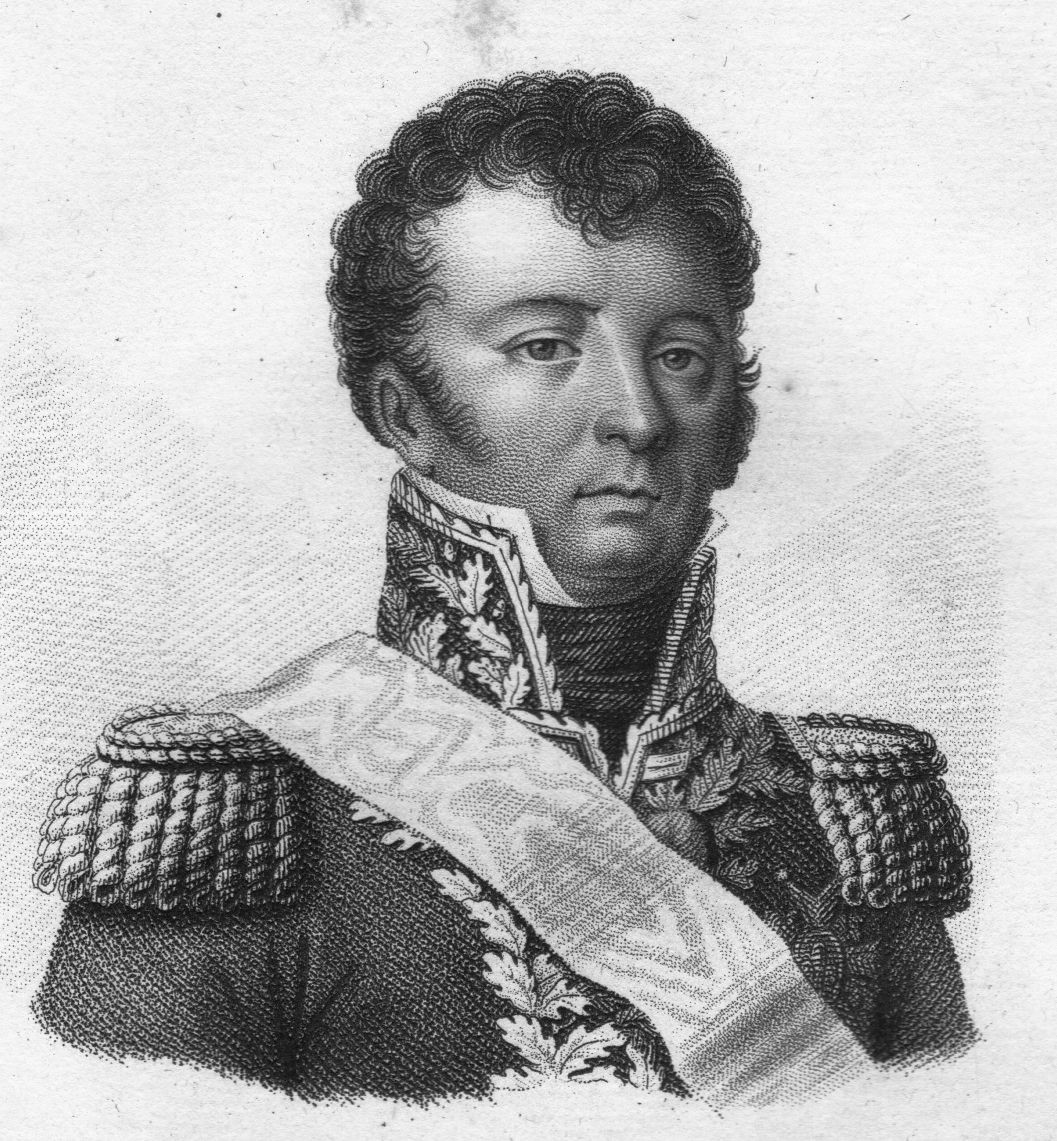
ドミニク・ヴァンダム

ドミニク＝ジョゼフ・ルネ・ヴァンダム（Dominique-Joseph René Vandamme、1770年11月5日 - 1830年7月15日）は、ナポレオン戦争で活躍したフランスの将軍。ヴァンダムは残忍さと獰猛さ（略奪と不服従）で有名だった。ナポレオンはヴァンダムに対し「もし君が二人いたならば、私はもう一人を君に殺させるだろう」と言ったと伝えられている。
1793年にフランス革命戦争が勃発した時、ヴァンダムは少将だった。略奪の容疑で軍法会議で停職処分を受けた後、復帰して1799年3月25日の第一次シュトッカッハの戦いで活躍した。しかしモローへの反逆により、ヴァンダムはオランダの占領任務へ回された。
1805年のアウステルリッツの戦いでは、プラツェン高地を奪還する攻撃を指揮した。
1809年での戦役ではアベンスベルクの戦い、ランツフートの戦い、エックミュールの戦い、ヴァグラムの戦いに参加し、負傷した。
1813年の戦役では、ドレスデンの戦いで敗れた連合軍を追撃した際に、クルムの戦いでヴァンダムの師団はプロイセン軍のクライスト将軍に包囲され、ヴァンダム自身を含む1万3千人の捕虜を出した。ヴァンダムはロシア皇帝アレクサンドル1世の前に引き出され、略奪行為について非難されたが、「私は略奪者でも山賊でもありません。しかしいかなる場合であっても、世間と歴史は私の手を父の血に浸したことを非難しないでしょう（私は自分の父親を殺してはいない）」（パーヴェル1世の暗殺（アレクサンドルが関与したのではないかと疑われている）への皮肉）と言い返した。
1815年の戦役（百日天下）においてはグルーシー指揮下の第3師団を率いており、ワーテルローの戦いにおいてグルーシーにナポレオンと合流するように進言したが、グルーシーがナポレオンの命令を墨守してプロイセン軍の追撃を優先したため敗北した。
第二次王政復古に際してアメリカに追放されるが、1819年に帰国が認められた。